# Charles Neuhaus (chocolatier)
Pour les articles homonymes, voir Neuhaus.
Pour l'homme politique suisse, voir Charles Neuhaus.
Charles Neuhaus, né le 27 avril 1841 à Dinslaken et mort le 31 juillet 1891 à Neuenahr, est un chocolatier allemand naturalisé belge, fondateur de la chocolaterie Côte d'Or.

## Biographie
Charles Neuhaus, né Charles-Henri Neuhaus dit Losemann est le fils de Johann Gerard Neuhaus dit Losemann et de Johanna Carolina Catherine Leuchtenberg. Charles Neuhaus a une sœur et trois frères, Wilhelmina Sybilla Neuhaus dit Losemann (1835-1839), Johan-Theodor Neuhaus dit Losemann (1837-1838), Johanna Neuhaus dit Losemann (1839), Theodor-Heinrich Neuhaus dit Losemann (1844-1847) et Friedrich-August Neuhaus dit Losemann (1847-1850). 
Charles Nehaus se marie le 22 aout 1863 à Ixelles, avec Gertrude Louise Clémence Huygens, couturière, née en 1842 et originaire de Louvain. Au mariage, les parents de Charles Neuhaus sont morts et il réside avec sa femme au 1 rue des malades à Bruxelles. Charles Neuhaus a quatre enfants, Louis Charles (1863-1917), Gérard Joseph (1875-1898), Clémence Florence Louise Marie (1879-1880) et Charles.
Charles Nehaus devenu rentier, décède en 1891 et en 1896, sa veuve et son fils Gérard sont chocolatiers à Schaerbeek au 203 rue des Palais. Son fils Gérard, représentant pour la société anonyme Belge au Haut Congo en 1898, meurt à Lukolela, victime de la fièvre dysentérique.

## Chocolaterie
Il fonde une chocolaterie en 1870, rue des Palais à Schaerbeek et le 24 avril 1883, alors installé au 24 rue des Bogards à Bruxelles, il dépose au greffier du tribunal de commerce de Bruxelles, la marque Côte d'Or en référence au Ghana d'où proviennent les fèves de cacao pour pouvoir l'apposer sur ses boîtes de chocolat et un logo représentant un habitant de la Côte de l'Or tenant un drapeau portant l'inscription Chocolat de la Côte d'Or.

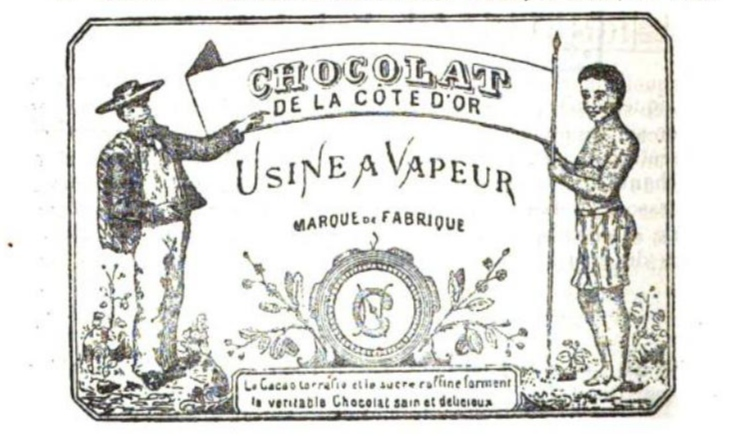
Premier logo du chocolat Côte d'Or.

En 1889, Charles Neuhaus se retire et cède son entreprise à Léopold Primus Bieswal, conseiller communal et échevin de Furnes. Les affaires sont fleurissantes, mais le grand âge de Charles Neuhaus et le désintérêt de ses enfants l’incitent à vendre l’entreprise à Léopold Primus Bieswal, originaire de Furnes, pour son fils Joseph, industriel habitant au 21 rue Vanderliden à Schaerbeek.